# Langao Lu
Langao Lu (chiń. 岚皋路站) – stacja metra w Szanghaju, na linii 7. Zlokalizowana jest pomiędzy stacjami Xincun Lu i Zhenping Lu. Została otwarta 5 grudnia 2009.